# Corey William Large
Corey William Large (nacido el 18 de octubre de 1975) es un escritor, actor y productor de largometrajes canadiense.

## Primeros años y educación
Large nació y creció en el área de Prospect Lake de Saanich cerca de Victoria, Columbia Británica, Canadá. Después de la escuela primaria, se matriculó en la Escuela Universitaria St. Michaels.

## Carrera
Large inicialmente encontró trabajo como modelo. A los 21 años, cruzó el Estrecho de Georgia y se matriculó en la Escuela de Cine de Vancouver y más tarde en la American Academy of Dramatic Arts de Los Ángeles. Tuvo papeles secundarios en las películas Exceso de equipaje y Disturbing Behavior, antes de pasar a proyectos de postproducción y financiación.
Regresó a la Escuela Universitaria St. Michaels para producir y actuar en Window Theory. Regresó a su Victoria natal para comenzar a rodar una serie de películas, empezando por Kid Cannabis.
Actualmente, Large divide su tiempo entre Santa Mónica, Victoria y Hawái.

## Filmografía

### Películas
| Año  | Título                         | Papel                    | Notas                        |
| ---- | ------------------------------ | ------------------------ | ---------------------------- |
| 1997 | Exceso de equipaje             |                          | Artista de fondo             |
| 1998 | Cold Feet                      | Modelo                   | Cortometraje                 |
| 2004 | Death y Texas                  | Guardia de prisión       |                              |
| 2005 | Window Theory                  | Ethan Humphries          |                              |
| 2005 | Chasing Ghosts                 | Cole Davies/Keris Alfiri |                              |
| 2005 | Deep Rescue                    | Philip                   |                              |
| 2008 | Loaded                         | Sebastian                |                              |
| 2009 | Lies & Illusions               | Master Chief             |                              |
| 2010 | Toxic                          | Sid                      |                              |
| 2010 | The Penthouse                  | Tyler                    | También escritor             |
| 2011 | All Things Fall Apart          | Paramedic Adam           |                              |
| 2011 | Machine Gun Preacher           |                          |                              |
| 2018 | In Like Flynn                  | Rex                      | También escritor y productor |
| 2020 | Breach                         | Lincoln                  | También escritor y productor |
| 2021 | Cosmic Sin                     | Dash                     | También escritor y productor |
| 2021 | Apex                           | Carrion                  | También escritor y productor |
| 2022 | Detective Knight: Rogue        | Mercer                   | También escritor y productor |
| 2022 | Paradise City                  | Zyatt                    | También escritor y productor |
| 2022 | Detective Knight: Redemption   | Mercer                   | También escritor y productor |
| 2023 | Detective Knight: Independence | Mercer                   | También escritor y productor |

### Televisión
| Año  | Título             | Papel             | Notas                       |
| ---- | ------------------ | ----------------- | --------------------------- |
| 1997 | Breaker High       | San Diego Steve   | Episodio: "Kissin' Cousins" |
| 1998 | The Net            | Nathan            | Episodio: "Harvest"         |
| 1999 | So Weird           | Albert            | Episodio: "Simplicity"      |
| 2000 | Freedom War        | Soldier McCammond |                             |
| 2001 | Great Performances | Host              | Episodio: "Little Women"    |
| 2002 | Providence         | Jimmy             | Episodio: "Act Naturally"   |

### Como productor
- Window Theory, 2005 (productor ejecutivo)
- Chasing Ghosts, 2005 (productor ejecutivo)
- 7-10 Split, 2007 (productor ejecutivo)
- Fusion: Kanye West, Gnarls Barkley, Lupe Fiasco, 2007 (película de TV) (productor)
- Tooth and Nail, 2007 (productor ejecutivo)
- Senior Skip Day, 2008 (video) (productor ejecutivo)
- The Art of Travel, 2008  (productor ejecutivo)
- Loaded, 2008  (productor)
- Cabin Fever 2: Spring Fever, 2009 (productor ejecutivo)
- Toxic, 2010 (productor)
- The Penthouse, 2010 (productor)
- Gun, 2010 (productor ejecutivo)
- Hello Herman, 2011 (productor ejecutivo)
- Cross, 2011 (video) (productor ejecutivo)
- The Legend of Awesomest Maximus, 2011 (productor ejecutivo)
- The Obama Effect, 2012 (productor ejecutivo)
- Fire with Fire, 2012 (productor ejecutivo)
- Don Peyote, 2012 (productor ejecutivo)
- Welcome to the Jungle, 2013 (productor ejecutivo)
- Some Velvet Morning, 2013 (productor asociado)
- Kid Cannabis, 2013 (productor)[9]
- Any Day, 2015 (productor ejecutivo)
- In Like Flynn, 2018 (productor)
- Vendetta, 2022 (productor)
- Detective Knight: Rogue, 2022 (productor)[10]
- Paradise City, 2022 (productor)
- Detective Knight: Redemption, 2022 (productor)[11]
- Detective Knight: Independence, 2023 (productor)[11]
- One Ranger, 2023 (productor)[12]
- Mob Land, 2023 (productor)

### Como escritor
- Window Theory, 2005 (historia)
- Chasing Ghosts, 2005 (historia)
- Loaded, 2008 (guion)
- Toxic, 2010 (historia)
- The Penthouse, 2010 (historia)
- Detective Knight: Rogue, 2022 (guion)[13]
- Paradise City, 2022 (historia)
- Detective Knight: Redemption, 2022 (guion)[14]
- Detective Knight: Independence, 2023 (guion)[14]